# Ballus
Genre
Ballus est un genre d'araignées aranéomorphes de la famille des Salticidae.

## Distribution
Les espèces de ce genre se rencontrent en écozones paléarctique et indomalaise.

## Liste des espèces
Selon World Spider Catalog (version 23.5, 01/01/2023) :
- Ballus armadillo (Simon, 1871)
- Ballus chalybeius (Walckenaer, 1802)
- Ballus japonicus Saito, 1939
- Ballus piger O. Pickard-Cambridge, 1876
- Ballus rufipes (Simon, 1868)
- Ballus segmentatus Simon, 1900
- Ballus tabupumensis Petrunkevitch, 1914
- Ballus variegatus Simon, 1876

## Systématique et taxinomie
Ce genre a été décrit par C. L. Koch en 1850.

## Publication originale
- C. L. Koch, 1850 : Übersicht des Arachnidensystems. Nürnberg, vol. 5, p. 1-77 (texte intégral).